# 傑弗羅大咽齒鯛
傑弗羅大咽齒鯛為輻鰭魚綱鱸形目隆頭魚亞目隆頭魚科的其中一種，分布於太平洋區，從東印度群島至法屬波里尼西亞海域，棲息深度6-32公尺，體長可達15公分，棲息在礁沙混合區，以軟體動物、有孔蟲等為食，生活習性不明，可為觀賞魚。

## 擴展閱讀
維基物種上的相關：傑弗羅大咽齒鯛